# Lunar Atmosphere and Dust Environment Explorer
A Lunar Atmosphere and Dust Environment Explorer (LADEE) foi uma missão espacial não tripulada da NASA, com o objetivo de estudar a Lua. O LADEE foi uma missão estratégica, que abordou três grandes objetivos da ciência: Determinar a densidade global, composição e variação temporal da exosfera lunar antes de ser perturbada por uma maior atividade humana; determinar se os avistamentos de astronautas das missões Apollo de emissão difusa em dezenas de quilômetros acima da superfície foram brilho de sódio ou pó e documentar o ambiente pêndulo pó (tamanho frequência) para ajudar a orientar projeto de engenharia para o posto e também futuras missões robóticas.

## Missão
A missão LADEE foi anunciada durante a apresentação do orçamento anual da NASA para o ano de 2009 em fevereiro de 2008. Ela foi inicialmente planejada para ser lançada juntamente com a missão GRAIL, do Programa Discovery.
O Centro de Pesquisas Ames em Mountain View, Califórnia, foi designado como responsável pelas funções diárias do LADEE, enquanto que o Centro de Voos Espaciais Goddard em Greenbelt, Maryland, ficou responsável pelo conjunto de sensores e as cargas de demonstração de tecnologia, além de gerenciar as operações de lançamento. A missão LADEE custou aproximadamente 280 milhões de dólares, o que incluiu o desenvolvimento de veículos de lançamento e instrumentos científicos, serviços de lançamento, operações de missão, processamento de ciência e suporte a retransmissão de dados.
A sonda LADEE foi lançada em 7 de setembro de 2013 do Mid-Atlantic Regional Spaceport, Virginia, Estados Unidos, através de um foguete Minotaur V. Foi a primeira sonda espacial dos EUA a ser lançada de uma base além do Centro de Lançamento de Cabo Canaveral.

## Trânsito lunar

Imagem da Lua feita pela LADEE.

O LADEE adotou uma abordagem incomum no trânsito da Lua. Lançada em uma órbita altamente elíptica, a espaçonave fez três voltas cada vez maiores ao redor da Terra antes de chegar perto o suficiente para entrar na órbita lunar. O trânsito requeria aproximadamente um mês. Isto foi feito em grande medida pelo fato de o foguete Minotaur V não possuir um delta-v suficiente para enviar a sonda de 383 kg diretamente à Lua.
A espaçonave LADEE fez três órbitas na Terra antes de realizar a inserção orbital lunar, que ocorreu no perigeu da terceira órbita usando uma queima de três minutos. A órbita alvo da terceira órbita terrestre tinha um perigeu de 200 km, um apogeu de 278.000 km e uma inclinação orbital de 37,65 graus.

## Fase científica e fim da missão
Para as operações científicas, o LADEE foi manobrado em órbita com um periastro de 20 km e um apoastro de 60 km. A fase científica da missão principal do LADEE foi planejada inicialmente como 100 dias e, posteriormente, foi prorrogada por mais 28 dias.
Em 18 de abril de 2014, a sonda chocou-se com a superfície do lado oculto da Lua, após sucessivas manobras de diminuição orbital.

## Instrumentos científicos
O LADEE levou quatro instrumentos científicos, sendo um deles de demonstração de tecnologia.
- Espectrômetro de Massa Neutra (NMS), para medições in situ de átomos e moléculas exosféricas via espectroscopia de massa.
- Espectrômetro UV-Vis (UVS), para medir a poeira e a exosfera lunar por espectroscopia ultravioleta-visível.
- Experimento de Poeira Lunar (LDEX), para medir diretamente a poeira usando um detector de ionização por impacto. Isso funciona medindo a ionização de partículas que atingem o detector.

- Lunar Laser Communication Demonstration (LLCD), foi uma carga de demonstração de tecnologia que usou um laser para transmitir e receber dados como pulsos de luz, da mesma maneira que os dados são transferidos em um cabo de fibra ótica.